# Siegmund Theodor von Berckheim
Sigismund Graf von Berckheim, eigentlich Siegmund Theodor Friedrich, bis zur Grafenstandserhebung 1900 Freiherr von Berckheim (* 23. März 1851 in Mannheim; † 8. Juli 1927 in Weinheim), war ein badischer Diplomat, Herr des Weinheimer Schlosses, Eigentümer des Exotenwaldes und Bauherr des familieneigenen Mausoleums im Schlosspark von Weinheim.

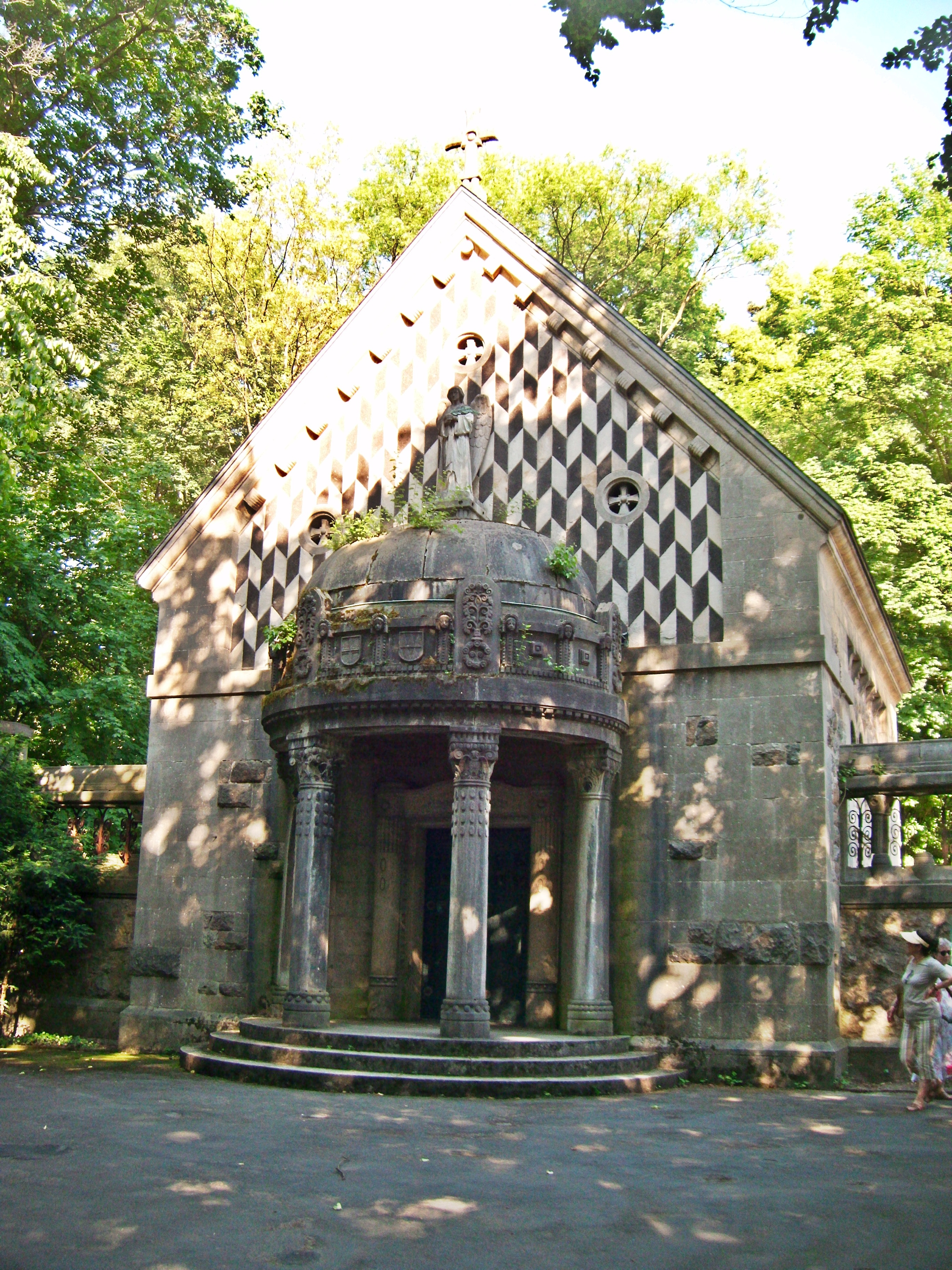
Familienmausoleum im Schlosspark Weinheim, unterhalb des Exotenwaldes

Sigismunds ältester Sohn Egenolf (Aufnahme vor 1910)

## Eltern und Geschwister
Sein Vater war Freiherr Christian Friedrich Gustav von Berckheim aus dem elsässischen Adelsgeschlecht Berckheim. Er war wie später auch sein Sohn Diplomat des Großherzogtums Baden, u. a. badischer Ministerresident in München, außerdem Schlossherr in Weinheim und Gründer des 60 ha großen so genannten Exotenwaldes hinter dem Schlosspark. Er war weit gereist und hatte u. a. Amerika besucht. Seit 1844 war er mit Ida Gräfin Waldner von Freundstein (1824–1907) verheiratet. Das Ehepaar hatte zwei Kinder, neben dem Erstgeborenen Sigismund dessen fünf Jahre jüngeren, früh verstorbenen Bruder Rudolf Theodor August von Berckheim (* 12. Mai 1856 in München; † 1885 in Weinheim). Letzterer war preußischer Premierleutnant im 1. Garde-Ulanen-Regiment und wurde im Mausoleum in Weinheim beigesetzt.

## Ehefrau und Kinder
Am 18. Juni 1880 heiratete Sigismund Freiherr von Berckheim Adolphine Maria Huberta Gabriele Freiin Wambolt von Umstadt (* 28. Januar 1859 Darmstadt; † 30. Juni 1919 Egern, heute Rottach-Egern/Tegernsee/Oberbayern). Adolphine galt während der Tätigkeit ihres Gatten in Berlin als eine der schönsten Frauen der Stadt. Das Ehepaar hatte folgende Kinder:
- Egenolf (1881–1915) war ein deutscher U-Boot-Kommandant im Ersten Weltkrieg
- Philipp (1883–1945), Graf, wurde Eigentümer des Exotenwaldes und war bis zum Verkauf an die Stadt Weinheim 1938 der letzte Eigentümer des Weinheimer Schlosses aus der Familie Berckheim. Erst nach dem Verkauf wurde der dazugehörige Schlosspark 1939 für die Öffentlichkeit zugänglich gemacht. Philipp war als Verwandter der Familie Stumm Mitglied des Aufsichtsrates der Dillinger Hütte.
- Christian-Theodor (1890–1925), Freiherr, ⚭ 1918 Maria von Schönborn-Wiesentheid (1896–1994), gesch. 1924
- Margarete-Marie (1897–1954), Freiin,  ⚭ 1920 Friedrich Graf von Oberndorff (1891–1970)

## Leben und Besitz

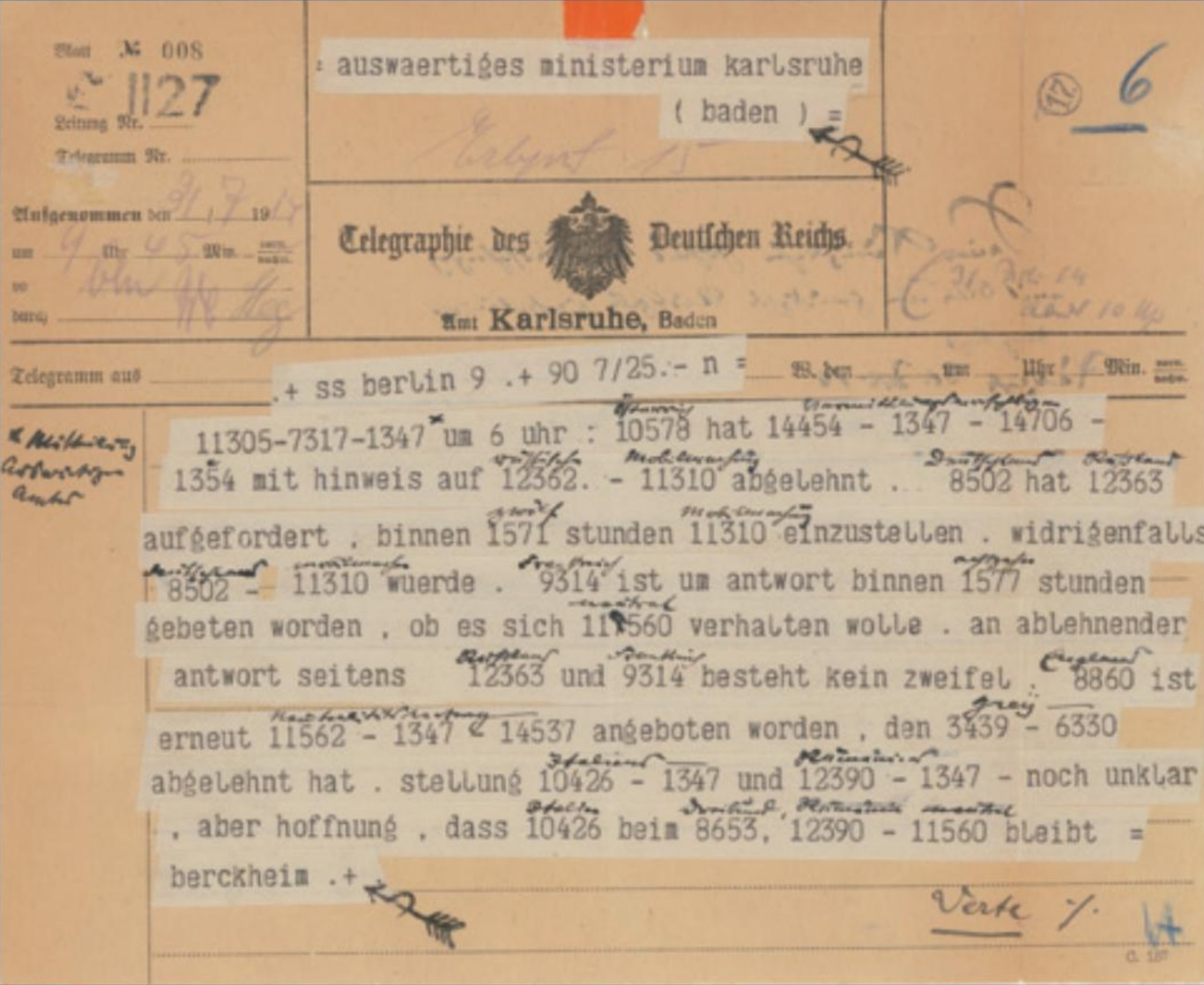
Chiffre-Telegramm Graf Berckheims an seine Regierung während der Mobilmachungskrise mit der Mitteilung der unmittelbaren Kriegsgefahr am Abend des 31. Juli 1914

Nach seiner militärischen Laufbahn, die er als königlich preußischer Hauptmann im Generalstab beendete, wurde Siegmund Theodor Friedrich von Berckheim Diplomat des Großherzogtums Baden. Er war u. a. von 1903 bis 1914 als badischer Ministerresident (Gesandter) in Sachsen und in Preußen tätig. Nach dem Tod seines Vaters 1889 wurde er Herr des Weinheimer Schlosses. 1900 wurde er zum Grafen erhoben. In der Südostecke des Schlossparks ließ er 1910 von dem Architekten Ludwig Becker ein Mausoleum für seine Familie errichten.
1900 kaufte er die Ruine der Burg Windeck vom badischen Staat. Graf Berckheim ließ das Mauerwerk sichern und teilweise wiederherstellen. Er gestattete allerdings nicht den Ausbau der Burgruine zur Versammlungs- und Gedenkstätte der Weinheimer Alte-Herren-Vereinigung (WAHV), die daraufhin ab 1907 in der Nachbarschaft der Ruine die Wachenburg errichtete. Seit 1978 befindet sich Burg Windeck im Besitz der Stadt Weinheim, die inzwischen weitere umfangreiche Sicherungsmaßnahmen durchgeführt hat.
Zwischen 1901 und 1908 kaufte Berckheim Schloss Hemsbach, das ehemalige Herrenhaus des Barons Carl Mayer von Rothschild. 1908 kaufte er die Domäne Rothaus in Oberrimsingen, einem Ortsteil der Stadt Breisach nahe Freiburg. Vier Jahre nach seinem Tod wurde die Domäne Rothaus 1931 an den badischen Staat verkauft. Sie fiel 1938 ebenso wie nach fast hundertjährigem Familienbesitz auch das Schloss und der Schlosspark Weinheim an die Stadt Weinheim.